# Mormosaurus
Mormosaurus (лат.) — вымерший род тапиноцефалов из средней перми Южной Африки. Типовой единственный вид рода — Mormosaurus seeleyi, описанный Уотсоном в 1914 году.
Название переводится как «ящер Мормо» или «ящер — злой дух». Характеризуется длинным черепом. Может быть неполовозрелой особью Keratocephalus.